# Бег (фильм, 1970)
«Бег» — советский двухсерийный кинофильм режиссёров Александра Алова и Владимира Наумова, снятый по мотивам произведений Михаила Булгакова «Бег», «Белая гвардия» и «Чёрное море». Одна из первых экранизаций произведений Булгакова в СССР и в мире.
Премьера фильма состоялась 14 января 1971 года.

## Сюжет
1920 год. Гражданская война на Юге России близится к завершению. После наступления Красной армии в Крыму начинается исход всех, кто искал спасения от революции. В фильме показаны трагические сцены из повседневной жизни вчерашних представителей высшего общества, покидающих свою Родину.
В это время неразберихи и отчаяния рядом оказываются самые разные люди: жена товарища министра торговли Серафима Корзухина, бравый генерал Чарно́та и его походная жена Люська, интеллигентный приват-доцент Голубков и угрюмый генерал Хлудов, теряющий рассудок.
Видя, что Красную армию уже не остановить, герои вначале на поезде, а затем на пароходе перебираются в Константинополь. Оказавшись в ситуации «тараканьих бегов» безденежной эмигрантской жизни, русские интеллигенты оказываются на грани выживания. Последним шансом спасти Серафиму от занятия проституцией становится поездка Голубкова и генерала Чарноты в Париж, на розыски предавшего её мужа — единственного, кто смог перевезти накопления в эмиграцию.
В Париже Корзухин повторно отказывается признавать наличие у него жены и дать денег Голубкову. Чарноте удаётся уговорить его сыграть в карты, в результате чего генерал выигрывает у Корзухина крупную сумму денег. Бывшая походная жена генерала Люська (а теперь — любовница Корзухина) способствует тому, чтобы Голубков и Чарнота смогли скрыться с деньгами.
По возвращении в Константинополь герои понимают, что не могут жить в эмиграции. Голубков и Корзухина, которые, похоже, полюбили друг друга, уплывают назад в советскую Россию. Бывшие белые генералы не могут сделать этого, потому как там их ждёт расстрел; Чарнота вновь начинает играть на тараканьих бегах, обзывая себя Агасфером и «Летучим голландцем», а Хлудов одиноко стоит на берегу и смотрит вдаль.
Значительное время фильма отдано вещим снам генерала Хлудова, который переживает свои военные преступления, совершённые во время Гражданской войны.

## В ролях
В главных ролях
- Людмила Савельева — Серафима Владимировна Корзухина, жена товарища министра торговли Крыма Корзухина, эмигрантка
- Алексей Баталов — Сергей Павлович Голубков, приват-доцент Петроградского университета, в эмиграции нищий шарманщик
- Михаил Ульянов — Григорий Лукьянович Чарнота, помещик, конезаводчик, кавалерист, генерал-майор в армии белых, в эмиграции нищий торговец
- Татьяна Ткач — Люська Корсакова, походная жена Чарноты, в эмиграции в Париже жена Корзухина
- Владислав Дворжецкий — Роман Валерьянович Хлудов, генерал, эмигрант
- Евгений Евстигнеев — Парамон Ильич Корзухин, товарищ министра торговли Крыма, в эмиграции парижский богач

В ролях
- Роман Хомятов — Михаил Васильевич Фрунзе, командарм, командующий Южным фронтом красных
- Владимир Заманский — Баев, командир красного кавалерийского полка
- Николай Олялин — Крапилин, солдат-вестовой, казнённый Хлудовым за дискредитацию командующего
- Бруно Фрейндлих — Пётр Николаевич Врангель, барон, главнокомандующий Русской армией в Крыму
- Владимир Осенев — Тихий, полковник контрразведки белых, на службе и в эмиграции мошенник
- Александр Январёв — Голован, есаул, денщик Хлудова, в эмиграции артист цирка
- Владимир Басов — Артур Артурович («Тараканий царь»), хозяин «тараканьих бегов» в Константинополе
- Тамара Логинова — Марья Константиновна, продавец билетов на «тараканьи бега» в Константинополе
- Олег Ефремов — белогвардейский полковник, командир полка
- Алёша Наумов — Петька Щеглов, мальчик с печатной машинкой
- Павел Шпрингфельд — Скунский, белый контрразведчик, помощник Тихого в его махинациях, в эмиграции в услужении у Корзухина
- Николай Сергеев — гробовщик

В эпизодах
- Елизавета Алексеева — дама в обозе и в ресторане
- Николай Бадин — офицер белой армии
- Наталья Варлей — девушка с козой на поле боя
- Павел Винник — белый контрразведчик, помощник Тихого
- Константин Воинов — Крапчиков, генерал белых
- Михаил Глузский — штабс-капитан белых
- Николай Горлов — Африкан, архиепископ Симферопольский и Карасубазарский, архипастырь именитого воинства
- Евгений Гуров — смотритель
- Микаэла Дроздовская — модистка
- Альфред Зиновьев — Паисий, монах
- Евгений Зосимов — командир в штабе Фрунзе
- Пётр Кононыхин — командир в штабе Фрунзе
- Наум Коржавин — шпрехшталмейстер стамбульского цирка
- Николай Кутузов — игумен Кирилловского монастыря под Бериславом, эмигрант на тараканьих бегах
- Владимир Лаптев — шустрый казак
- Валерий Золотухин — эстрадный певец в крымском ресторане
- Валентина Мальянова — танцовщица в крымском ресторане
- В. Шикалова — танцовщица в крымском ресторане
- Виктор Мизин — командир в штабе Фрунзе
- Дмитрий Орловский — телеграфист
- Николай Погодин — гармонист
- Юрий Потёмкин — мужик из похоронной команды
- Владимир Протасенко — комбриг
- Готлиб Ронинсон — грек-сладострастник в Константинополе
- Георгий Светлани — профессор энтомологии с контрабасом, эмигрант
- Николай Сибейкин — белый офицер
- Чеслав Сушкевич — белый офицер за карточным столом
- Сергей Торкачевский — кадет
- Александр Титов — начальник станции
- Станислав Хитров — Антуан (Антон) Грищенко, слуга Корзухина в Париже, эмигрант
- Николай Юдин — монах
- Анатолий Яббаров — солдат с гробами
- Игорь Ясулович — белый офицер за карточным столом

## Съёмочная группа
- Авторы сценария:
  - Александр Алов
  - Владимир Наумов
- Режиссёры-постановщики:
  - Александр Алов
  - Владимир Наумов
- Главный оператор: Леван Пааташвили
- Главный художник: Алексей Пархоменко
- Художники:
  - Наталья Пархоменко
  - К. Степанов
- Композитор: Николай Каретников
- Костюмы: Лидия Нови
- Монтаж: Тамара Зуброва
- Звук: Роланд Казарян
- Литературный консультант: Елена Булгакова
- Военные консультанты:
  - генерал армии Иван Павловский
  - генерал-лейтенант Николай Осликовский
  - генерал-майор Н. Молотков
- Консультант по историческому костюму Мария Мерцалова
- Директор картины: Михаил Амираджиби
- Заместитель директора картины: Ростислав Бобков

## Факты

### Подготовка к съёмкам
- Первоначально сценарий носил название «Сны о России», которое затем заменили на «Путь в бездну», от которого вернулись к авторскому — «Бег»[3].
- Для съёмочной группы фильма был устроен закрытый просмотр запрещённого в СССР фильма «Доктор Живаго» (1965 год, реж. Дэвид Лин)[4][5].
- Консультантом фильма была Елена Булгакова (третья жена и муза Михаила Булгакова), которую Наумов называл прекрасной мистической женщиной. Он говорил ей: «Я не понимаю, наши отношения сон или явь?..»[4]. По его же словам, Елена Сергеевна являлась звеном между съёмочной группой фильма и Михаилом Афанасьевичем[3].

Участие Елены Сергеевны имело колоссальное значение. Она смотрела отснятый материал и говорила «хорошо» или «знаете, мне кажется, что тут как-то грустновато очень». Или ещё что-то. Благодаря ей у меня даже было ощущение, что я с Булгаковым лично знаком, — вот такое магическое влияние было у этой женщины.
Однажды мы сидели у неё на кухне. Маленькая квартирка, двухкомнатная. И вдруг скрипнула дверь. И вы не поверите, посчитаете, что я это придумал, — но мне правда показалось, что к нам идет Михаил Афанасьевич, который давно умер. Это она своими рассказами о нём создала такую атмосферу…— Интервью В.Наумова журналу «Историк»
Именно Елена Булгакова придумала для фильма сцену, в которой гробовщик зубами стягивает с руки чёрную перчатку, проводит пальцем по щеке одного из белых офицеров и говорит: «Они не бриты, живым бы побриться, а то потом трудно!» Владимир Наумов:
Я уверен до сих пор, что она не могла этого сама придумать. Это придумал Булгаков, но, может, не успел написать. Но придумал он. Это его, абсолютно его вещь.
- Вопрос, на какую плёнку снимать фильм (зарубежная для двухсерийной ленты — накладно, а отечественная приходила с браком), был решён в пользу отечественной широкоформатной плёнки[3].
- Режиссёры Александр Алов и Владимир Наумов пошли на обман начальства, чтобы разрешить экранизацию пьесы.

Дело в том, что мы с Александром Аловым были художественными руководителями Творческого объединения писателей и киноработников и в этом качестве имели кое-какие права. Ну мы и запустили сами себя: по моему и Алова приказу. Вот и всё.— Интервью В.Наумова журналу «Историк»
- В финале пьесы образца 1928 года Хлудов, Серафима и Голубков возвращаются в Россию. В переработанном автором варианте 1937 года остающийся в Константинополе Хлудов пускает себе пулю в лоб. Сценаристы фильма выбрали открытый финал: одинокая фигура смотрящего в морскую даль Хлудова в окружении бродячих псов[3].

### Актёры
- Без проб на роли были утверждены мастера актёрского искусства Евгений Евстигнеев и Михаил Ульянов[3].
- «Бег» стал кинодебютом актёра Владислава Дворжецкого.
- Евгений Евстигнеев во время съёмок использовал любую возможность, чтобы вздремнуть. Если объявляли перерыв на четыре минуты, три из них он спал[7].
- Валерий Золотухин в фильме играет роль эстрадного певца в ресторане, исполняющего песню на стихи Игоря Северянина в манере Александра Вертинского. Выбор песни практически до окончания съёмок оставался неочевиден — выбирали между «Это было у моря» и «Ананасами в шампанском». В итоге Евгений Евстигнеев наугад вытащил ту из двух бумажек с названиями текстов, на которой было написано «Это было у моря»[8].
- Для создателей фильма подбор актёров стал трудоёмким. После продолжительных кинопроб, даже для эпизодических ролей, утверждены были те актёры, кто оказался наиболее подходящим по массе критериев, таких как психофизика, внешность, выразительность лица, соответствие трагизму и сумрачности эпохи[9]. Оператор Татьяна Логинова говорила[10]:

Алов и Наумов с юности любили актёров. Выбирали их долго, тщательно, придирчиво. Но сделав выбор, верили в них, и эта вера очень помогала исполнителям. <...> Николай Рыбников был не просто открыт Аловым и Наумовым как талантливый актёр, но открыт как персонаж отрицательный. <...> Алов и Наумов умели чувствовать актёра, умели работать с ним. Они никогда не подавляли..
- Примечательно появление на съёмочной площадке Владислава Дворжецкого. Он приезжал на киностудию пробоваться на роли Голубкова и контрразведчика Тихого, а потом вернулся в Омск и почти месяц ждал ответа. Съёмки были начаты без Хлудова. Всё это время режиссёры решали, что делать с актёром, который слабо прошёл пробы, но обладал нестандартной готической внешностью и подходил под описание генерала Хлудова, которого уже начал играть Глеб Стриженов. Дворжецкого вызвали ещё раз и дали ему сыграть сложную сцену мистического сна Хлудова. Успешно выполнив задание, Дворжецкий получил главную роль, а для Стриженова стала большим ударом замена на провинциального дебютанта[11].

Первая проба Дворжецкого была неважная. Но мы все равно решили его взять. И первую сцену ему дали очень трудную — самую трудную, может быть, в фильме. Это сцена, когда Хлудов едет в вагоне и ему чудятся слепые. Он читает Библию: «Слепые вожди слепых. Если слепой поведет слепого, оба упадут в яму». Это очень важная для картины сцена.
Ну, думаем, мы её первой снимем, если не получится — тогда она пойдет как проба и на этом закончим. Мы сняли эту сцену, и оказалось, что она не только лучше того, что мы себе представляли, но и вообще одна из лучших сцен всего фильма — и с моей точки зрения, и Алова тоже. Глаза — вот что было важно.— Интервью В.Наумова журналу «Историк»
- После мэтров сценического искусства Николая Хмелёва и Николая Черкасова, уже сыгравших на советской театральной сцене Хлудова, было весьма смелым решением утвердить на главную роль именно Владислава Дворжецкого, в то время имевшего несколько отдалённое отношение к сцене, по образованию — врача, окончившего актёрские курсы. За время проб отказ на роль Хлудова был дан Андрею Попову, Глебу Стриженову, но, вопреки распространённым слухам, Владимир Высоцкий на эту роль не пробовался[9].

Вот не можем найти, не нравится никто! И вдруг одна женщина из другой съемочной группы привозит фотографии нашему второму режиссёру. И на одной из них я увидел Владислава Дворжецкого, его глаза…
Мы долго не знали, на какую роль его брать, потому что тогда это был совершенно непрофессиональный актёр. Но я люблю готические фигуры. В итоге мы взяли эту готическую фигуру с потрясающим лицом и удивительными глазами, ничего, как мне сказали, не умеющую делать в кино. Сначала мы решили, что станем снимать его в массовке: будем выделять именно это лицо. Потом подумали-подумали — и поняли, что этого мало. Решили: будет играть Тихого, контрразведчика, — есть в «Беге» такой персонаж. Но тоже маловато для такой фактуры. Затем стали перебирать: на роль Голубкова он не подходит, Чарноты — тоже. И только потом уже поняли — это же Хлудов.

Перед нами стоял вопрос, что важнее — профессионал или личность. Мы выбрали личность. Дворжецкий был личностью, это было очевидно.— Интервью В.Наумова журналу «Историк»

### Создание
«Бег» — первая экранизация произведений Михаила Булгакова в СССР и один из первых советских фильмов, в котором белые, вопреки существовавшей в советское время идеологии, выглядели вовсе не глупыми негодяями, они показаны думающими, страдающими, настоящими патриотами.
- Запрет предыдущей картины — гротескная трагикомедия «Скверный анекдот» (Картина была объявлена «пасквилем, порочащим всю нацию и её историческое прошлое» и стала первым фильмом, положенным на полку в брежневское время; была показана только в 1987 году[13][14]) не помешал режиссёрам взяться за создание «Бега». Официального запрета на это произведение не было, но пьеса имела статус контрреволюционной, и ставить её не рекомендовалось. При этом многие отступления от исходного текста, необычные для советского кино, были предложены именно начальством над режиссёрами. Пьеса казалась редакторам «Мосфильма» несколько театральной, камерной, поэтому перед режиссёрами была поставлена задача расширить географию картины. В результате этого указания в фильме присутствует эпизод перехода Красной армии через Сиваш и штурм ишуньских позиций[11].
- Утверждение сценария начальством режиссёры называли «булгаковским чудом». Они спешно начали съёмки: собрали оборудование, уехали в экспедицию и начали работать, тратя как можно больше денег. Это был хитрый, но распространённый приём для того, чтобы съёмки было сложнее остановить, так как начальству в этом случае пришлось бы отчитываться за расход государственных средств впустую. Когда руководство всё-таки спохватилось и запретило съёмки, режиссёры посовещались и продолжили работу, надеясь на перемены и удачное стечение обстоятельств в будущем. Они не ошиблись, и после второго «булгаковского чуда» предыдущее руководство сняли с должностей, а новое съёмочную группу уже не останавливало[11].

Мы это называли «методом удава» — это когда нужно успеть истратить как можно больше денег, чтобы начальство боялось запрещать картину, потому что тогда ему влетит за впустую потраченные государственные средства. Я спрашиваю Алова: «Что будем делать с запретом начальства?» «Да ничего, — говорит, — авось начальство скоро снимут». И правда, вскоре того начальника сняли. А про нас просто забыли.— Интервью В. Наумова журналу «Историк»
- Для съёмки фильма съёмочная группа увезла с собой на юг мощный объектив, именовавшийся Кузьмой.

Кузьмой называли громадный объектив, который позволял снимать с огромным охватом. Тяжеленный — около 90 килограмм! Оператору выковали железный жилет, чтобы он смог удерживать Кузьму.— Интервью В. Наумова журналу «Историк»
Переносил Кузьму сам директор картины. 

А мы тем временем ломали голову, как пользоваться этой здоровенной конструкцией, ведь штатив действительно не пропустила таможня. Наконец придумали: погрузили Кузьму на согнутую спину директора картины Михаила Амираджиби, оператор встал на свое место, и мы стали снимать. Такого плавного и мягкого изображения ни один стационарный штатив не давал! Правда, двигаться наш «штатив» мог метров десять, не больше, после чего ему нужна была 40-минутная передышка.
Турки сторонились этого странного сооружения из людей, железа и стекла, которое медленно двигалось по Стамбулу. Когда мы переходили улицу, все от нас шарахались.— Интервью В. Наумова журналу «Историк»
- Второй запрет фильма, за пять дней до показа, был снят необычайным образом. В самолёте Ульянова, Алова и Наумова пригласили побеседовать летевшие там же члены Политбюро — они и помогли режиссёрам.

«Ладно. Запиши мой телефон». Я говорю: «Нечем писать!» — «Тогда запоминай!» И я всю дорогу от аэродрома повторял про себя этот номер. Вечером звоню, отвечают: «А вы по какому вопросу?» Уточняю: «Он просил позвонить меня вечером». — «Подождите у телефона!» Через минуту снова: «Завтра в десять утра — точно! — позвоните, пожалуйста, по этому телефону, и я вас соединю». Ну, назавтра соединили, «портрет» из самолёта говорит: «Ну что ты волновался-то?! Все в порядке. Иди погуляй по Москве». А там уже возвращают афиши с нашим фильмом…— Интервью В. Наумова журналу «Историк»
- Съёмочную группу очень удивило, что на разгуливающего в одних подштанниках Михаила Ульянова никто из французов даже не обернулся[11].
- Либретто «Чёрное море», одно из произведений М. А. Булгакова, лёгшее в основу сценария фильма, было экранизировано за 18 лет до первой публикации.

### Места съёмок
- Для съёмок снов Хлудова предполагалось солёное озеро Баскунчак, Астраханская область. Оператор Леван Пааташвили вспоминает:

Это бесконечная гладь ослепительно белой соли, похожей на ледяной покров. Когда летнее солнце опускалось к горизонту, на белой поверхности от фигур и предметов появлялись длинные километровые тени, и это выглядело как сновидение. Натура подходила нам идеально, но, к сожалению, в этой «пустыне» не было воинских частей, необходимых для массовых сцен.
Наконец, после долгих поисков я неожиданно нашел натуру с необычно интересной фактурой. Это были люберецкие карьеры, где добывают песок для стройки, — масштабные нагромождения странных конфигураций уходящих в глубину песчаных насыпей. Нам удалось на материале этой натуры создать гармонию цвета, света и формы, выделяя лишь отдельные драматургические моменты. Здесь мы отсняли все сны Хлудова и основные боевые сцены с Красной Армией.
- Зимние сцены в монастыре и в лесу (в начале и в конце фильма) снимались в Саввино-Сторожевском монастыре и его округе, рядом со Звенигородом под Москвой.
- Сцены форсирования Сиваша снимали под Севастополем[4][5].
- В объектив попал и центр самого города-героя:

1) проспект Нахимова, дом 4 — в эпизоде с прибытием Хлудова на автомобиле ко «дворцу главнокомандующего» (штаб Врангеля), и последовавшим через некоторое время коротким разговором приват-доцента и Хлудова («нам надо спешить… все удрали…») на ступеньках лестницы перед входом в здание, безошибочно угадывается фасадная группа Дворца пионеров в Севастополе;
2) подземное убежище на пересечении улиц Марата и Луначарского, известное многим местным жителям как арт-клуб «Бункер» — здесь был снят один из общих планов обстановки на улицах города в последний день эвакуации 14 ноября 1920 года.
- Общие планы Константинополя без актёров снимали в Стамбуле «подпольно» из-за отсутствия разрешения религиозных организаций. Съёмка шла на ручную камеру, чтобы не считаться профессиональной. Из-за разряженного аккумулятора получилось снять не 24 кадра в секунду, а 10-12[3][4].

Да, мы снимали там общие планы. А сцены с актёрами в Стамбуле снять не удалось: никто бы такую ораву в Турцию не выпустил. Поэтому наш «Стамбул» мы строили частично в Болгарии, частично у нас на студии. Но все старались сделать точно. Мы потом прокручивали туркам сцены, снятые в нашем «Стамбуле», и некоторые, показывая на экран, говорили: «Вот сейчас за поворотом покажется мой дом».— Интервью В. Наумова журналу «Историк»
- Городские декорации Константинополя снимали в болгарском городе Пловдиве, частично — в декорациях на «Мосфильме»[4][5].
- Съёмка сцены карточной игры снималась в холодном павильоне «Мосфильма» ночью (это было единственное время, когда Евстигнеев и Ульянов могли выкроить время после вечерних спектаклей)[3].
- Ряд сцен снимали на территории Новоспасского монастыря в Москве.
- Сцены в монастыре снимались в Звенигороде, видения Хлудова — на песчаном карьере в Люберцах, уличные сцены визита Чарноты и Голубкова в парижскую резиденцию Корзухина снимали непосредственно в Париже[11].

### Съёмочные подробности
- Для актёра Владислава Дворжецкого работа над ролью Хлудова началась со сцены в салоне поезда (Хлудов в бреду, его преследует призрак повешенного солдата)[3].
- Сцену, когда всадник на скаку поднимает с земли упавшее красное знамя, сняли с одного дубля (съёмки проходили в Закарпатье, где только закончились съёмки фильма «Ватерлоо» режиссёра Сергея Бондарчука, и лошади были настолько измотаны, что отказывались сниматься)[4].
- После игры в карты Чарнота, надевая туфлю, якобы обжигается, так как она лежала близко к камину и, дабы её остудить, наливает в неё коньяк. Это была чистая импровизация Ульянова, но и Евстигнеев придумал интересное продолжение сцены. Он тут же подхватывает туфлю, чтобы выпить налитое, ведь к этому моменту персонажи Ульянова и Евстигнеева — Чарнота и Корзухин — были изрядно пьяны. Этот дубль и вошёл в картину[11].
- В сцене в поезде Хлудов просит своего адъютанта есаула Голована почитать ему вслух Библию. Голован отвечает, что он неграмотный, что в реальности вряд ли могло быть, учитывая его чин и должность.
- Режиссёр Владимир Наумов в документальном фильме (реж. Наталья Наумова) вспоминает, как делалась сцена карточной игры, в которой генерал Чарнота обыгрывает Корзухина:

Евстигнеев — человек экспромта и быстро загорающийся и тут же быстро устающий от однообразия, а Ульянов, наоборот, с каждой новой репетицией всё сильнее и сильнее расцветает, так сказать, распробует и наслаждается. Получалось, каждый из них шёл в своем направлении, один угасал, второй разгорался.
Чтобы решить проблему и согласовать игру актёров, Наумову и Алову пришлось отвлечь Евстигнеева красивой актрисой и чаем, а самим имитировать Евстигнеева, разогревая Ульянова. В нужный момент Евстигнеева выпустили и получилась замечательная сцена.
Сцена карточной игры интересна также и тем, что показать пренебрежительное отношение генерала Чарноты к Корзухину удалось благодаря гримёрше:
Кстати, в этой сцене я с ними проделал плохую штуку, Евстигнеев ругался потом страшно. Вы знаете, что такое «крепе»? Это усы. Но усы не настоящие – волосы клеят под носом. Я сказал нашей гримерше, чтобы она с правой стороны, которая к камере, клеила их еле-еле, чтобы они отпадали. И когда Чарнота (Ульянов) стал лобзать Корзухина (Евстигнеева), у него был полный рот этих самых волос. И он, продолжая лобзать Корзухина, начал от них отплевываться. Это тоже вошло в фильм…
- К организации съёмок сцены тараканьих бегов безуспешно привлекались и «дрессировщики», и «кибернетики»[уточнить], пока не вспомнили о домашних тараканах, которые всегда убегают в темноту при включении света. Для съёмок на бильярдном столе организовали небольшие ящички с заслонками, оклеенные внутри чёрным бархатом. Конструкция работала исключительно точно[4].
- Сцену, где герой Михаила Ульянова в подштанниках идет по городским улицам, снимали в Париже. При этом актёр в исподнем мало кого удивил[3][4].
- Последней сцены в Париже (под мостом с нищими, после выигрыша двадцати тысяч долларов у Корзухина), в которой есть часто приписываемые Булгакову слова[15], нет в обеих существующих редакциях пьесы (как 1928 года, так и 1937 года):

Чарнота: Ну, подождите. Когда вас поведут в рай, я буду сидеть так у ворот, и передо мной будет лежать шляпа. Я буду сидеть там тысячу лет и просить. И никто не подаст. Никто! Даже
самый добрый из нас — Бог! При желании можно выклянчить все! Деньги, славу, власть, но только не Родину, господа… Особенно такую, как моя…
Голубков: Пора нам, пора…
Чарнота: Подожди. Россия не вмещается, не вмещается в шляпу, господа нищие. Под… подожди… не вмещается в шляпу…Протокол художественного фильма «Бег»
- По окончании съёмок в Париже необходимо было подписать окончательный акт о расходах съёмочной группы у юриста, который поставил на документах свою подпись: «Честью своей подтверждаю, что все расходы произведены правильно». Пришлось объяснять, что в Союзе о «всемирно известной юридической компании» не знают и для бухгалтера необходим только штамп. Француз-юрист оскорбился, но необходимый штамп всё же удалось поставить[7].
- В Стамбуле съёмочную группу контролировал представитель США[11]:

А когда снимали в Стамбуле, где-то неподалёку стоял Шестой флот США. И к нам приставили сопровождающего, боясь, как бы мы не сняли чего-нибудь лишнего, чего-нибудь секретного. В общем, и те не пускали нас, и эти нас не пускали. Но фильм мы всё-таки сняли.— Интервью В.Наумова журналу «Историк»
- На роль Люськи была утверждена Наталья Селезнёва, но ей пришлось отказаться от съёмок из-за болезни маленького сына.[16]

## Судьба фильма
- В 1971 году фильм «Бег» участвовал в основном конкурсе Каннского кинофестиваля, но Золотая пальмовая ветвь тогда досталась английской мелодраме «Посредник».

Нас обвиняли в том, что мы сочувствуем белогвардейцам. А потом картину показали в Канне вне конкурса, причем три раза вместо одного. И она довольно хорошо прошла. Но был там один человек, мой бывший приятель, который поднял страшный шум. В свое время он эмигрировал во Францию. И вот он во всех газетах стал выступать: мол, посмотрите, какие белогвардейцы в фильме тупые, какой тупой этот Хлудов, какой безобразный Корзухин (это которого сыграл Евгений Евстигнеев).
А наши нам говорили обратное: «Да вы что, с ума сошли? Чарнота получился у вас положительным персонажем, в него уже мальчишки играют!»— Интервью В.Наумова журналу «Историк»
За первый год демонстрации фильм собрал 19,7 миллиона зрителей.
В 2023 году фильм подвергся реставрации. Картинка была улучшена до разрешения 4К. Восстановление кинокартины выполнено специалистами подразделения «Телекино и Компьютерная графика» киноконцерна «Мосфильм». Над реставрацией работали специалисты А. Сеньковский, Е. Верлочев, Р. Сковородко, В. Солодников, И. Агафонова, Г. Кириченок, Е. Соловьёва, Е. Валиев. Продюсером реставрации выступил Карен Шахназаров. 5 мая 2023 года обе восстановленные серии были выложены на официальном YouTube-канале «Киноконцерн Мосфильм».

## Критика

### Станислав Рассадин
Критик, современник создателей фильма, Станислав Рассадин о фильме «Бег»:
Конечно, Алов и Наумов узнаются с первых кадров. Они всё такие же безудержные выдумщики. И всё та же напряжённость страстей, от которой, кажется, всего шаг до исступленности. И тот же интерес к переломам, взлётам, падениям - к роковым минутам жизни и истории"
(см. Сб. Александр Алов, Владимир Наумов. М.,1989.С.146).

### Современные критики
Критик Антон Долин о фильме «Бег»:
Булгаков существовал на советском литературном небосклоне очень активно с 20-х - 30-х годов, его пьесы шли в московских театрах. Конечно, многое он не мог опубликовать, писал в стол, в Мастере и Маргарите всё это изложено. Но открытие Булгакова заново началось в 60-х годах, и в 1970 году было почти невозможно себе представить, что на экраны выйдет фильм в СССР по Булгакову. Причём, Бег - вещь в этом отношении очень рискованная. Ведь то почти что апологетика белогвардейцев. И, в любом случае, весь мир - революционный и постреволюционный - показан с их точки зрения. Там нет приятия правды пролетариата приходящего, которое есть в «Днях Турбиных» или в «Белой гвардии» - вовсе нет. Мы видим драматичные судьбы эмигрантов, которые были вынуждены бежать из России, были выброшены из России новой, мучительно хотят туда вернуться и не могут. Конечно, это было абсолютно новаторским, очень смелым. Такой подробной картины о жизни русской эмиграции в нашем кино не существовало.
Критик Александр Шпагин о фильме «Бег»:
Появился фильм, который был самым успешным среди критики начала 70-х годов. Он, по всем оценкам, - главная победа советской кинематографии начала 1970-х годов. И даже тот момент, что фильм несколько эклектичен, что он несколько "разножанровый", никого не смутил. В том числе, и зрителей, потому что в этом фильме, если смотреть, мы видим: очень серьезные сцены, драматические, трагические, есть чисто гротесково-комические сцены - игра в карты или сцена тараканьих бегов, есть сцены просто из историко-революционного фильма, как сцены с Фрунзе, как сцены боёв на Гражданской войне, а есть и вовсе сны. То есть какой-то артхаус. И вот, что интересно: Алов и Наумов очень хитро сработали, они в этом смысле молодцы: они угадали. Ведь если бы они сделали просто трагическую картину о поражении белой армии, то этой белой армии и генералу Хлудову начали бы сочувствовать - запретили бы такой фильм. Если бы это был чистый гротеск (в стиле игры в карты и тараканьих бегов), то тоже в начале 1970-х годов - или запретили бы, или выпустили со скрипом, потому что с гротесковыми фильмами о революциях уже тогда начали бороться. «Бег»- все эти пласты, пускай в некотором пёстром, разножанровом, разнокалиберном виде, но он их все органично соединил. Именно после «Бега» появится культ Белого движения и культ ностальгии в эмиграции за границей. Появится даже шансонный пласт: группы, которые будут петь белый, эмигрантский фольклор.

## Документалистика
- Автор и ведущий: Александр Казакевич (17 июня 2019). Бег. Сны о России. Документальный фильм.  45 мин. Смотрим. Режиссер: Константин Голенчик. В фильме участвуют: режиссёр Владимир Наумов, киновед Ирина Павлова, кинокритик Светлана Хохрякова. ООО «Студия „Неофит“» по заказу ВГТРК. 2019.